# Culicoides scoticus
Culicoides scoticus är en tvåvingeart som beskrevs av Downes och Kettle 1952. Culicoides scoticus ingår i släktet Culicoides och familjen svidknott. Arten har ej påträffats i Sverige. Inga underarter finns listade.